# Crema
Crema je město v italské provincii Cremona v regionu Lombardie. Žije zde  obyvatel. Leží na řece Serio v Pádské nížině 43 kilometrů od města Cremona. Sídlí zde Diecéze Crema. Město je historicky významným centrem zemědělství v regionu. Město reprezentuje fotbalový klub AC Crema 1908, který své zápasy hraje na místním multifunkčním stadionu Stadio Giuseppe Voltini. Většina záběrů filmu Dej mi své jméno byla natočena právě v Cremoně. 